# Robert Bücking

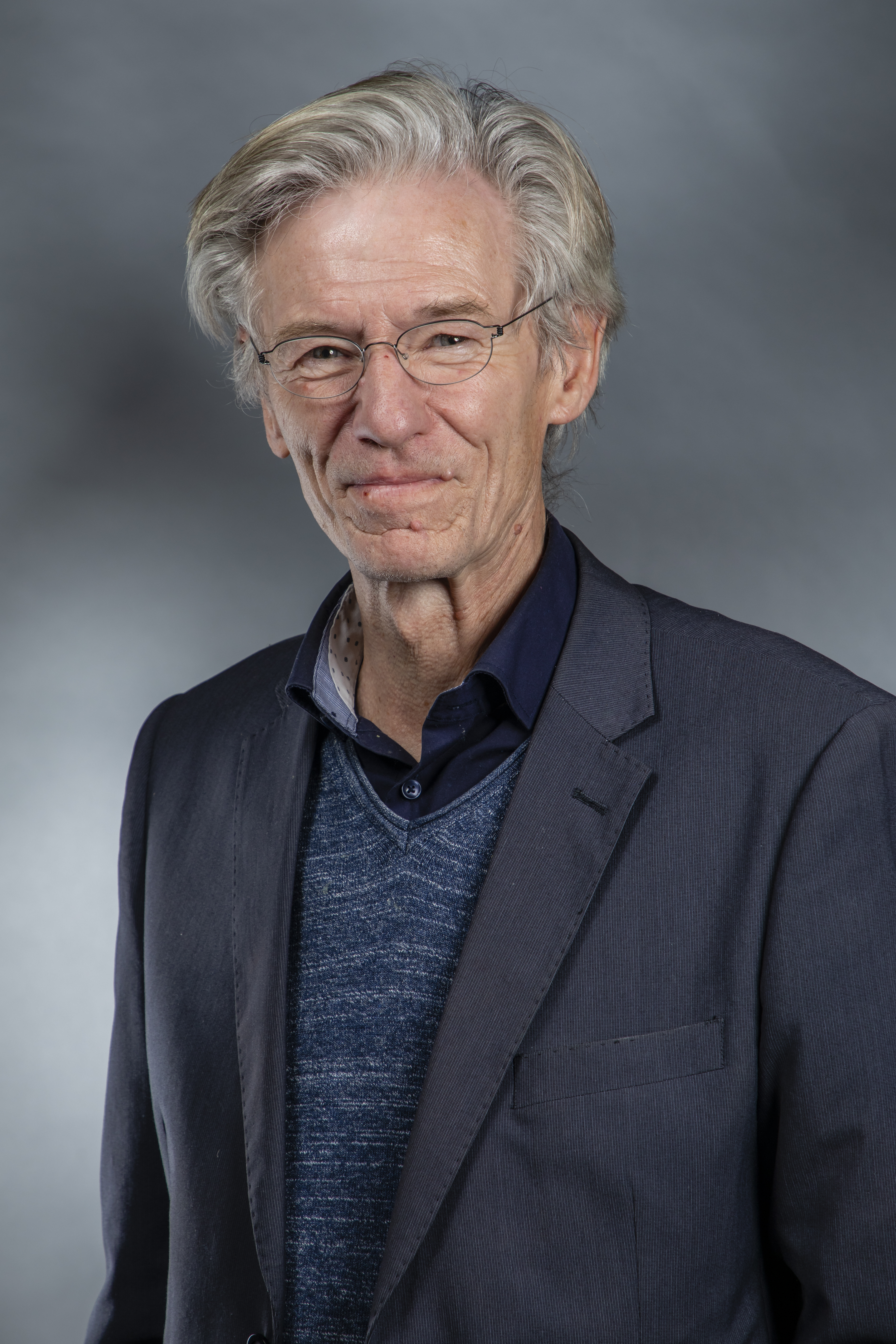
Robert Bücking (2019)

Robert Bücking (* 18. August 1952 in Bremen) ist ein deutscher Politiker (Bündnis 90/Die Grünen). Er war von 2015 bis 2023 Mitglied der Bremischen Bürgerschaft.

## Biografie

### Familie, Ausbildung und Beruf
Bücking besuchte zunächst das Gymnasium im Bremer Ortsteil Huckelriede, das als liberale „Reformschule“ galt. Zusammen mit vier Mitschülern bemalte er das Schulgebäude 1969 mit verschiedenen Losungen wie etwa „Mitbestimmung bei der Direktorenwahl!“ und benannte es in „Che-Guevara-Institut“ um. Als Strafe erhielt er ein Consilium abeundi. Weitere Aktionen führten schließlich zu seinem endgültigen Verweis. So hatte er beispielsweise ein Plaket mit dem Spruch „Schluss mit der Onanie am Lehrerpult“ aufgehängt, gegen den „Zensurenterror“ Klassenbücher geklaut und Revolutionsspiele organisiert. Fortan besuchte er eine Schule in Hannover und legte dort 1973 sein Abitur ab.
Anschließend absolvierte er eine Ausbildung zum Werkzeugmacher und bildete sich zum Maschinenbaumeister weiter. Zwischen 1981 und 1990 arbeitete er in einem Ausbildungsprojekt, ehe er dann 1990 mit Partnern eine Firma für Design und Architektur gründete. Er wurde 1994 als parteiloser Bewerber – unterstützt von den Grünen – zum Leiter des bremischen Ortsamtes Mitte/Östliche Vorstadt gewählt. Dieses Amt hatte er bis 2015 inne.
Bücking ist seit 2014 mit der Diplom-Kulturpädagogin, Moderatorin und Musikerin Frauke Wilhelm verheiratet. Aus einer früheren Beziehung hat er einen Sohn. Er wohnt im Stadtteil Mitte.
Väterlicherseitige Verwandtschaftsverhältnisse besitzt Bücking zu seinem Urgroßvater Hermann sowie seinem Onkel Klaus, der zeitweise mit Maria Krüger verheiratet war.

### Politik
Bücking engagiert sich seit den 1960er Jahren politisch. In den 1970er Jahren war er Mitglied des Kommunistischen Bundes Westdeutschland (KBW), für den er erfolglos bei der Bürgerschaftswahl in Bremen 1975 kandidierte. Nach seinem Austritt aus dem KBW war er in der Friedensbewegung und der Anti-Atomkraft-Bewegung aktiv.
Seit 2005 gehört er der Partei Bündnis 90/Die Grünen an. Bei der Bürgerschaftswahl in Bremen 2015 erhielt er trotz eines schlechten Listenplatzes durch ausreichende Erststimmen einen Sitz im Landesparlament. Auf der Landesmitgliederversammlung der Grünen am 11. Juli 2015 kandidierte er gegen den amtierenden Bau- und Umweltsenator Joachim Lohse um dessen Posten, unterlag jedoch in der geheimen Wahl mit 38 zu 151 Stimmen. In der anschließenden Legislaturperiode war Bücking innerhalb seiner Fraktion Sprecher für Baupolitik. Er konnte sein Mandat bei der Bürgerschaftswahl 2019 verteidigen und war Fraktionssprecher für Bau, Stadtentwicklung und Wirtschaft.

In der Bürgerschaft war er als Mitglied in folgenden Gremien vertreten:
- Deputation für Mobilität, Bau und Stadtentwicklung
- Deputation für Wirtschaft, Arbeit und Häfen
- Städtischer Hafenausschuss (Vorsitzender).

Bei der Bürgerschaftswahl in Bremen 2023 erhielt er kein Mandat mehr und schied aus der Bürgerschaft aus.